# Janirella glabra
Janirella glabra är en kräftdjursart som beskrevs av Richardson 1911. Janirella glabra ingår i släktet Janirella och familjen Janirellidae. Inga underarter finns listade i Catalogue of Life.